# بيتر سميث (لاعب كريكت)
بيتر سميث (5 أكتوبر 1934 بليستر في المملكة المتحدة - ) (بالإنجليزية: Peter Smith)‏ هو لاعب كريكت بريطاني. لعب مع نادي مقاطعة ليسترشاير للكريكت ‏.